# Lijst van rassen uit Star Wars
In de Star Wars-media komen verschillende rassen voor. Deze zijn opgesomd in verschillende lijsten, gerangschikt op alfabet.
- Lijst van rassen uit Star Wars (A-E)
- Lijst van rassen uit Star Wars (F-J)
- Lijst van rassen uit Star Wars (K-O)
- Lijst van rassen uit Star Wars (P-T)
- Lijst van rassen uit Star Wars (U-Z)